# Distrito de Jesús Nazareno
El Distrito de Jesús Nazareno es uno de los dieciséis distritos de la provincia de Huamanga, en el departamento de Ayacucho, Perú.
Está ubicado a una altitud de 2 780 m s. n. m. Se encuentra en la región quechua y tiene una superficie territorial de 17,8 km². 

## Economía
Las actividades económicas son:
- Servicios Automotriz.
- Servicios mecánica de moto lineal, mototaxis.
- Servicios educativos primaria, secundaria, preuniversitario.
- Servicios de entretenimiento Cuenta con Parque infantil, Zoológico, Recreos recreacionales, Piscinas y etc.
- Seguros médicos, certificado médicos.

## Historia
El distrito fue creado mediante Ley de creación N.º 27281 del 6 de junio de 2000, en el gobierno del presidente Alberto Fujimori.

## Autoridades

### Municipales
- 2019 - 2022[3]
  - Alcalde: Juan Carlos Vásquez Villar, de Qatun Tarpuy.
  - Regidores:

  1. David Quispe Bendezú (Qatun Tarpuy)
  2. Gloria Valenzuela Pillihuamán (Qatun Tarpuy)
  3. Grimaldo Morales Oré (Qatun Tarpuy)
  4. Rosa Luz Quispe Arroyo (Qatun Tarpuy)
  5. Edwin Cuchillo Valverde (Musuq Ñan)

### Alcaldes
| N.º | Alcalde                              | Partido                                      | Inicio del mandato | Fin del mandato |
| --- | ------------------------------------ | -------------------------------------------- | ------------------ | --------------- |
| 1   | Pánfilo Amilcar Huancahuari Tueros   | Siempre Unidos                               | 2003               | 2006            |
| 2   | Pánfilo Amilcar Huancahuari Tueros   | Movimiento Independiente Innovación Regional | 2007               | 2010            |
| 3   | Florentino Zapata Mauricio           | Qatun Tarpuy                                 | 2011               | 2014            |
| 4   | Adriel Antero Valenzuela Pillihuaman | Alianza para el Progreso de Ayacucho         | 2015               | 2018            |